# Lepidosperma gracile
Lepidosperma gracile är en halvgräsart som beskrevs av Robert Brown. Lepidosperma gracile ingår i släktet Lepidosperma och familjen halvgräs. Inga underarter finns listade i Catalogue of Life.